# Музей Великих мыслителей
Музей великих мыслителей — культурно-просветительское учреждение в городе Коканд, Узбекистан. Является филиалом Государственного музея-заповедника «Коканд» и был создан в 2018 году.

## Создание
В 2017 году по инициативе президента страны Шавката Мирзиёева в Коканде был создан Музей Великих мыслителей Узбекистана. Проект здания музея принадлежит заслуженному архитектору Узбекистана Серго Сутягину. После этого в музее были проведены масштабные ремонтные работы. Были собраны старинные предметы и сделан музей, отвечающий требованиям времени. Залы музея были расширены и оснащены необходимым техническим оборудованием.

## Экспозиция
Экспозиция музея состоит из 5 частей и расположена на 3 этажах.
I. Наука и культура Средней Азии в раннем средневековье.
II. Наука и культура в период Тимуридов.
III. Наука и литература в XVIII—XIX вв.
IV. В период национального возрождения науки и литературы.
V. Наука и культура в XX веке.

#### Часть I
Муса Хорезми, Абу Наср Фараби, Абу Райхан Беруни, Абу Али ибн Сина, Ахмад Фаргани, Имам Бухари, Имам Термизи, Имам Мотуриди, Юсуф Хос Хаджиб, Махмуд Кашгари, Ахмад Яссави, Махмуд, выросший в Средней Азии в начале Средневековья. Отображены сведения о жизни, научной и творческой деятельности таких великих ученых, как Замахшари, Бурхониддин Маргинони, уникальные рукописные копии их трудов.

#### Часть II
Древности, связанные с наукой и культурой, созданные в эпоху Тимуридов, Амир Темур, Мирзо Улугбек, Са’диддин Тафтазани, Гиёсиддин Джамшид, Али Кушчи, Мирханд, Алишер Навои, Ходжа Ахрор Вали, Махдуми Азам, Захириддин Мухаммад. выставлены алламы вроде Бабура.

### Часть 3
Машраб, Хувайдо, Садаи, Низами Хоканди, Азими, Увайси, Амири, Надира, Хаким Хан Тора, Гюльхани, Фазли, Мухий, Мукими, Фуркат, Завки, Махмуд Хаким Яифани, выросшие в Ферганской долине в XVIII—XIX вв. Освещаются жизнь и творчество таких великих деятелей, как Хазини.

### Часть IV
Она посвящена жизни и деятельности джадидистского движения в Туркестане и его известных представителей Бехбуди, Фитрата, А. Авлони, Х. Х. Ниёзи, А. Захири, И. Даврона, И. Ибрата. Также в этом разделе собрана информация и экспонаты об искусстве коканской каллиграфии, национальных ремеслах и святынях.

### Часть V
Великие ученые и академики, выросшие в Ферганской долине в XX веке: Ташмухаммад Кори-Нийози, М. Орозбоев, Т. Зохидов, Дж. Саидов, А. Мухаммадиев, Р. Аминова, Полатджон Кайюмов, Бокий, М. Рахмонов, Азиз Каюмов, Л. Каюмов, М. Хайруллаев, Г'. Здесь представлены материалы и экспонаты, отражающие жизнь и научную и творческую деятельность Абдурахманова и других деятелей.
Также при музее создан образовательно-информационный центр «Алломалар ворислари», который служит школой мастерства для молодежи, интересующейся наукой и творчеством.